# Остапенко Іван Максимович
Іван Максимович Остапенко (16 жовтня 1930, село Сульське, тепер Білопільського району Сумської області — 23 жовтня 2011, село Голубівка Лебединського району Сумської області) — український радянський діяч, голова колгоспу імені Шевченка Лебединського району Сумської області. Герой Соціалістичної Праці (7.07.1986). Депутат Верховної Ради СРСР 11-го скликання.

## Біографія
Народився в селянській родині. Разом із родиною переїхав до села Голубівки Штепівського (тепер — Лебединського) району Сумської області. У 1946 році розпочав трудову діяльність у колгоспі імені Тельмана Штепівського району Сумської області, з 1948 року працював бригадиром комплексної рільничої бригади.
У 1950—1953 роках — в Радянській армії.
У 1954—1955 роках — завідувач сільського клубу в Штепівському районі Сумської області.
Член КПРС з 1954 року.
У 1955—1957 роках — заступник голови колгоспу «Вірний шлях» Штепівського району, інструктор Штепівського районного комітету КПУ Сумської області.
У 1957—1963 роках — голова виконавчого комітету Сіробабинської сільської ради; секретар партійної організації колгоспу «Вірний шлях» Лебединського району Сумської області.
З 1963 року — голова колгоспу імені Шевченка села Голубівки Лебединського району Сумської області.
У 1964 році заочно закінчив Маловисторопський сільськогосподарський технікум Сумської області, а у 1975 році — Харківський зооветеринарний інститут.
У 1990-х роках — генеральний директор сільськогосподарського товариства з обмеженою відповідальністю імені Шевченка села Голубівки Лебединського району Сумської області.

## Нагороди
- Герой Соціалістичної Праці (7.07.1986)
- два ордени Леніна (8.04.1971, 7.07.1986)
- орден Жовтневої Революції (10.03.1976)
- орден «Знак Пошани» (23.06.1966)
- орден «За заслуги» І ступеня (2005)
- орден «За заслуги» ІІ ступеня (2002)
- медалі
- Заслужений працівник сільського господарства УРСР (1991)